# 析朱鉏 (衛國)
析朱鉏（?—?），中国春秋时期卫国人，子叔黑背的孙子，卫殇公的侄子。
前547年二月初七，卫殇公被杀。前522年，卫国齐豹杀死公孟縶，卫灵公出逃死鸟，析朱鉏夜晚从城墙的排水道逃出城跟随卫侯。平乱后，卫灵公赐北宫喜号贞子，析朱鉏号成子。